# Laimen
Laimen ist ein Gemeindeteil der Gemeinde Mistelgau im Landkreis Bayreuth (Oberfranken, Bayern). Laimen liegt in der Gemarkung Creez.

## Geografie
Die Einöde liegt an einem Quellbach des Kaltenbrunnens, des rechten Oberlaufs der Weides, die ein linker Zufluss der Truppach ist. Der Ort ist von Acker- und Grünland umgeben. 0,6 km nördlich befindet sich die bewaldete Anhöhe Schobertsberg (543 m ü. NHN). Ein Anliegerweg führt nach Schobertsreuth (0,7 km nordwestlich).

## Geschichte
Der Ort wurde in der zweiten Hälfte des 19. Jahrhunderts auf dem Gemeindegebiet von Creez gegründet. Am 1. April 1971 wurde Laimen im Zuge der Gebietsreform in Bayern in die Gemeinde Mistelgau eingegliedert.

### Einwohnerentwicklung
| Jahr      | 001871 | 001885 | 001900 | 001925 | 001950 | 001961 | 001970 | 001987 |
| Einwohner | 6      | 4      | 4      | 4      | 3      | 2      | 5      | 6      |
| Häuser    |        | 1      | 1      | 1      | 1      | 1      |        | 2      |
| Quelle    | [ 8 ]  | [ 9 ]  | [ 10 ] | [ 11 ] | [ 12 ] | [ 13 ] | [ 14 ] | [ 1 ]  |

## Religion
Laimen ist evangelisch-lutherisch geprägt und nach St. Bartholomäus (Mistelgau) gepfarrt.